# Cắt giảm nhân sự
Cắt giảm nhân sự (tiếng Anh: layoff) là việc chấm dứt hoặc tạm ngừng công việc của một nhân viên hoặc phổ biến hơn, một nhóm nhân viên, thường do các lý do kinh doanh như tinh giản biên chế hoặc tái cơ cấu công ty. Ban đầu, cắt giảm nhân sự chỉ có nghĩa là tạm ngừng công việc, nhưng sau này đã được hiểu là chấm dứt việc làm vĩnh viễn. Cắt giảm nhân sự khác với việc chấm dứt hợp đồng không đúng quy định.